# Kevin Ríos
Pour les articles homonymes, voir Rios.
Ríos  Quintana est un nom espagnol. Le premier nom de famille, en général paternel, est Ríos ; le second, en général maternel, souvent omis, est Quintana.
Kevin Daniel Ríos Quintana, né le 24 janvier 1993 à San Rafael, est un coureur cycliste colombien.

## Biographie
En 2019, après plusieurs cas de dopage détectés en Colombie au cours de cette année, la Fédération colombienne de cyclisme publie une liste des cyclistes sanctionnés par cette organisation depuis 2010. Parmi ces noms figure Kevin Ríos, suspendu pour une durée de quatre ans entre 2018 et 2022, après avoir refusé le prélèvement d'échantillons.

## Palmarès sur route
- 2011
  - Tour de Colombie juniors :
    - Classement général
    - 1re, 2e et 5e étapes

  - 2e du championnat de Colombie sur route juniors
- 2013
  - 4e étape de la Clásica de El Carmen de Viboral
- 2015
  - 1re étape de la Vuelta al Valle del Cauca
  - 1re étape de la Clásica de Girardot
  - 1re étape de la Vuelta a Chiriquí (contre-la-montre par équipes)

## Palmarès sur piste

### Jeux olympiques
- Londres 2012
  - 8e de la poursuite par équipes (avec Edwin Ávila, Arles Castro et Weimar Roldán)[2].

### Championnats de Colombie
- Cali 2012
  -  Médaillé d'or de la poursuite par équipes des XIX Juegos Deportivos Nacionales (avec Weimar Roldán, Juan Esteban Arango et Andrés Torres)[3].
- Medellín 2013
  -  Champion de Colombie de la poursuite par équipes (avec Weimar Roldán, Arles Castro et Jhonatan Restrepo)[4].
- Medellín 2014
  -  Champion de Colombie de la poursuite par équipes (avec Brayan Sánchez, Arles Castro et Jhonatan Restrepo)[5].
  -  Champion de Colombie de la course à l'américaine (avec Jhonatan Restrepo)[6].
  -  Médaillé d'argent de l'omnium[7].
- Cali 2015
  -  Champion de Colombie de la poursuite par équipes (avec Arles Castro, Brayan Sánchez et Jairo Salas)[8].
  -  Champion de Colombie de l'omnium[9].